# Philodromus simoni
Philodromus simoni är en spindelart som beskrevs av Cândido Firmino de Mello-Leitão 1929. 
Philodromus simoni ingår i släktet Philodromus och familjen snabblöparspindlar. Inga underarter finns listade i Catalogue of Life.